# Wesly Dijs
Wesly Dijs (Soest, 26 september 1995) is een Nederlands langebaanschaatser. Zijn specialisatie ligt op de korte en middellange afstanden (1000 en 1500 meter). Sinds 2018 rijdt Dijs voor Team Reggeborgh.

## Carrière
In 2015 werd Dijs met Marcel Bosker en Patrick Roest op de ploegenachtervolging wereldkampioen junioren.
Bij de senioren boekte hij zijn beste prestaties bij de NK afstanden waar Dijs bij het NK 2020 zesde op de 1000 en vierde op de 1500 meter werd. Een jaar later verbeterde hij zijn resultaten en werd hij bij de NK afstanden 2021 vijfde op de 1000 en derde op de 1500 meter.

## Persoonlijk
Dijs heeft een relatie met de Noorse Martine Ripsrud.

## Persoonlijke records
| Afstand      | Tijd     | Datum            | Baan           |
| ------------ | -------- | ---------------- | -------------- |
| 500 meter    | 35,63    | 24 februari 2024 | Heerenveen     |
| 1000 meter   | 1.07,86  | 28 december 2022 | Heerenveen     |
| 1500 meter   | 1.42,38  | 4 december 2021  | Salt Lake City |
| 3000 meter   | 3.49,18  | 5 februari 2017  | Heerenveen     |
| 5000 meter   | 6.46,87  | 23 januari 2016  | Heerenveen     |
| 10.000 meter | 14.26,52 | 8 januari 2017   | Groningen      |

Bron: 

## Resultaten
| Jaar | NK Afstanden        | NK Sprint              | NK Allround          | WK Afstanden          | Wereldbeker         | WK Junioren            |
| ---- | ------------------- | ---------------------- | -------------------- | --------------------- | ------------------- | ---------------------- |
| 2014 | 21e 1000m 21e 1500m |                        |                      |                       |                     |                        |
| 2015 | 14e 1500m           |                        | DQ (DQ, 20e, 9e, -)  |                       |                     | 9e (20e, 13e, 4e, 21e) |
| 2016 | 14e 1000m 12e 1500m |                        | NC9 · (, 13e, 6e, -) |                       |                     |                        |
| 2017 | 18e 1000m 9e 1500m  |                        | NC9 (6e, 17e, 4e, -) |                       |                     |                        |
| 2018 | 15e 1500m           | 8e (11e, 7e, 12e, 5e)  |                      |                       |                     |                        |
| 2019 | 10e 1000m 6e 1500m  | 10e (15e, 7e, 15e, 6e) |                      |                       | 53e 1500m           |                        |
| 2020 | 6e 1000m 4e 1500m   |                        |                      |                       | 58e 1000m 29e 1500m |                        |
| 2021 | 5e 1000m · 1500m    | 7e (13e, 5e, 14e, 5e)  |                      | 7e 1000m              | 8e 1000m 5e 1500m   |                        |
| 2022 | 9e 1000m 6e 1500m   | 5e · (14e, , 12e, )    |                      |                       | 30e 1500m           |                        |
| 2023 | 6e 1000m 4e 1500m   | 7e (17e, 4e, 17e, 4e)  |                      | 4e 1500m · teamsprint | 20e 1000m 4e 1500m  |                        |
| 2024 | 9e 1000m · 1500m    | 9e (18e, 5e, 18e, 5e)  |                      | 6e 1500m              | 1500m               |                        |
| 2025 | 5e 1000m · 1500m    | DQ (19e, 13e, DQ, -)   |                      | 9e 1500m              | 43e 1000m 11e 1500m |                        |

(#, #, #, #) = afstandspositie op sprinttoernooi (500m, 1000m, 500m, 1000m) of op juniorentoernooi (500m, 1500m, 1000m, 5000m) of op allroundtoernooi (500m, 5000m, 1500m, 10.000m).
NC9 = niet gekwalificeerd voor de laatste afstand, maar wel als 9e geklasseerd in de eindrangschikking
Team Reggeborgh
Jenning de Boo · Marcel Bosker · Janno Botman · Wesly Dijs · Marrit Fledderus · Louis Hollaar · Femke Kok · Kjeld Nuis · Hein Otterspeer · Tim Prins · Antoinette Rijpma-de Jong · Patrick Roest · Mats Siemons · Remo Slotegraaf · Stefan Westenbroek
Coaches: Gerard van Velde · Dennis van der Gun · Robin Derks